# Yang Yang (Leichtathlet)
Yang Yang (chinesisch 楊洋; * 26. Juni 1991 in Shangrao) ist ein ehemaliger chinesischer Leichtathlet, der sich auf den Sprint spezialisiert hat. Mit der chinesischen 4-mal-100-Meter-Staffel siegte er 2014 bei den Asienspielen in Incheon.

## Sportliche Laufbahn
Erste internationale Erfahrungen sammelte Yang Yang im Jahr 2011, als er bei der Sommer-Universiade in Shenzhen mit der chinesischen 4-mal-100-Meter-Staffel in 39,39 s die Silbermedaille hinter dem südafrikanischen Team gewann. 2013 schied er bei den Studentenweltspielen in Kasan mit 10,59 s im Halbfinale im 100-Meter-Lauf aus und belegte mit der Staffel in 39,54 s den fünften Platz. Bei den erstmals ausgetragenen IAAF World Relays 2014 auf den Bahamas wurde er in 1:25,83 min Siebter in der 4-mal-200-Meter-Staffel und wurde mit der 4-mal-100-Meter-Staffel in 38,83 s Dritter im B-Finale. Im September verhalf er der 4-mal-100-Meter-Staffel bei den Asienspielen in Incheon zum Finaleinzug und trug damit zum Gewinn der Goldmedaille bei. Bei den IAAF World Relays 2015 in Nassau verpasste er mit der 4-mal-100-Meter-Staffel mit 57,98 s den Finaleinzug und wurde mit der 4-mal-200-Meter-Staffel disqualifiziert. Anschließend belegte er bei den Asienmeisterschaften in Wuhan in 10,27 s den fünften Platz über 100 Meter. Daraufhin belegte er bei der Sommer-Universiade in Gwangju in 10,41 s den achten Platz und wurde mit der 4-mal-100-Meter-Staffel in 40,12 s Fünfter. 2021 beendete er dann seine aktive sportliche Karriere im Alter von 30 Jahren.
2019 wurde Yang chinesischer Meister im 100-Meter-Lauf sowie in der 4-mal-100-Meter-Staffel.

## Persönliche Bestzeiten
- 100 Meter: 10,24 s (+1,8 m/s), 9. Juli 2015 in Gwangju
- 60 Meter (Halle): 6,55 s, 3. März 2016 in Nanjing